# 二金化钡
二金化钡是一种金属间化合物，化学式为BaAu2，它是六方晶系晶体，空间群为P6/mmm，具有AlB2结构。它可以在磷化钡或砷化钡和金的歧化反应中生成：
Ba3X2 + 4 Au → 2 BaAuX + BaAu2  （X=P或As）
它可以用于制备三元金化物Ba3Mg4Au4。

## 延伸阅读
- Mao-Sheng Miao; et al. Trends in the Electronic Structure of Extended Gold Compounds: Implications for Use of Gold in Heterogeneous Catalysis. Inorg. Chem. 2012, 51, 14, 7569–7578. doi:10.1021/ic3002674.